# Stylopoda anxia
Stylopoda anxia là một loài bướm đêm trong họ Noctuidae.